# Туентиът Сенчъри Студиос
Туентиът Сенчъри Студиос (на английски: 20th Century Studios) е американска филмова компания, собственост на Уолт Дисни Студиос, което е подразделение на Уолт Дисни Къмпани.
В периода 1935-2020 г. компанията е известна като Туентиът Сенчъри Фокс, а през януари 2020 г. „Дисни“ променя името на Туентиът Сенчъри Студиос.

## История
Основана е през 1935 при сливането на компаниите Fox Film Corporation и Twentieth Century Pictures. Освен с производство на собствени филми, студиото се занимава и с разпространение на филми на по-малки независими компании.
Сред най-известните продукции на компанията са Троя, Междузвездни войни, Семейство Симпсън, Ледена епоха, Умирай трудно, Пришълецът, Сам вкъщи, Гарфилд, Аватар (филм), Нощ в музея 2, Рио, Хрониките на Нарния, Титаник.

## Телевизия
Сред хитовите сериали са Досиетата Х, Бъфи, убийцата на вампири, Малкълм, 24, Бягство от затвора. В България вече се излъчва канала FOX и този път на български, в който се излъчват най-хитовите сериали на „20th Century Fox“ като например „Семейство Симпсън“, „Семейният тип“, „Бъфи, убийцата на вампири“, „Спешно отделение“, „Бен и Кейт“, „Накрай света“, „Джоуи“, „Малкълм“, „Американски татко“, „Касъл“, „BRAND X – с Ръсел Бранд“, „Х фактор САЩ“, „Живите мъртви“, „Декстър“, „Истинска кръв“, „Семейство Чесарони“, „Бесни кучета“, „Последен изход“, „Уайтчапъл“, „Царят на квартала“, „Джо“, „Династията на Тюдорите“, „Бедлам“, „Дарма и Грег“, „Новото нормално“, „Вегас“, „Особняци“, „Брикълбери“, „Антураж“, „С аромат на маргаритки“, „Сенките“, „Футурама“, „Синбад“.